# Berghonungsfågel
Berghonungsfågel (Meliphaga orientalis) är en fågel i familjen honungsfåglar inom ordningen tättingar.

## Utbredning och systematik
Berghonungsfågel förekommer i bergstrakter på Nya Guinea och delas in i fyra underarter med följande utbredning:
- M. o. facialis – centrala Nya Guinea och ön Waigeo
- M. o. becki – nordöstra Nya Guinea
- M. o. orientalis – i sydöstra Nya Guinea
- M. o. citreola – nordsluttningar i Sudirmanbergen

## Status
IUCN kategoriserar arten som livskraftig.